# Brother Sun, Sister Moon
Brother Sun, Sister Moon è un album in studio del cantautore scozzese Donovan, pubblicato nel 2004.

## Tracce
1. The Little Church – 3:26
2. The Lovely Day – 2:20
3. Lullaby – 2:31
4. Brother Sun, Sister Moon – 2:02
5. A Soldier's Dream – 3:03
6. Shape in the Sky – 2:35
7. Gentle Heart – 3:52
8. The Year Is Awakening – 3:15
9. Island of Circles – 2:56
10. The Lovely Day (Instrumental) – 2:16